# Miejska Biblioteka Publiczna w Chojnowie
Miejska Biblioteka Publiczna w Chojnowie – instytucja kultury działająca na terenie Chojnowa, zajmująca się działalnością biblioteczną i kulturalno-animacyjną. 

## Organizacja

### Status prawny i struktura organizacyjna
Miejska Biblioteka Publiczna w Chojnowie w obecnym kształcie utworzona została na mocy uchwały nr XI/63/92 Rady Miejskiej w Chojnowie z dnia 30 marca 1992 roku i działa w oparciu o: ustawę o bibliotekach, ustawę o organizowaniu i prowadzeniu działalności kulturalnej, ustawę o samorządzie gminnym oraz własny statut. 
Biblioteka jest samorządową instytucją kultury, jako jednostka organizacyjna gminy miejskiej Chojnów. Bezpośredni nadzór nad nią sprawuje Burmistrz Miasta Chojnowa, natomiast nadzór merytoryczny nad działalnością placówki sprawuje Legnicka Biblioteka Publiczna. 
W skład instytucji wchodzą trzy działy: Dział Gromadzenia i Opracowania, Dział dla Dorosłych oraz Dział dla Dzieci i Młodzieży.
Miejską Biblioteką Publiczną zarządza dyrektor powoływany i odwoływany przez Burmistrza Miasta Chojnowa. Powoływanie dyrektora odbywa się w drodze konkursu. Zgodnie ze statutem instytucji dyrektor reprezentuje bibliotekę na zewnątrz, działając na podstawie pełnomocnictwa udzielonego przez Burmistrza Miasta Chojnowa.
Obecnie (od 1992 roku) funkcję dyrektora Miejskiej Biblioteki Publicznej sprawuje Barbara Landzberg. 

### Zadania biblioteki
Miejska Biblioteka Publiczna jest instytucją, która służy zaspokajaniu potrzeb oświatowych, kulturalnych i informacyjnych ogółu społeczeństwa oraz uczestniczy w upowszechnianiu wiedzy i kultury. Do podstawowych zadań biblioteki należą: 
- Gromadzenie i opracowywanie materiałów bibliotecznych służących rozwijaniu czytelnictwa oraz zaspokajaniu potrzeb informacyjnych, edukacyjnych i samokształceniowych.

- Udostępnianie zbiorów bibliotecznych na miejscu, wypożyczanie na zewnątrz oraz prowadzenie wypożyczeń międzybibliotecznych.
- Prowadzenie działalności informacyjno-bibliograficznej.
- Organizowanie czytelnictwa i udostępnianie materiałów bibliotecznych ludziom chorym, w podeszłym wieku i niepełnosprawnym.
- Tworzenie i udostępnianie własnych komputerowych baz danych: katalogowych, bibliograficznych i faktograficznych.
- Popularyzacja książki i czytelnictwa.
- Współdziałanie z innymi bibliotekami, instytucjami, organizacjami i stowarzyszeniami w rozwijaniu i zaspokajaniu potrzeb czytelniczych, edukacyjnych i kulturalnych mieszkańców Chojnowa.
- Udzielanie innym bibliotekom pomocy instrukcyjno-metodycznej i szkoleniowej.
- Doskonalenie form i metod pracy bibliotecznej.
- Podejmowanie innych działań wynikających z potrzeb środowisk lokalnych.
- Prowadzenie innej działalności oraz sponsoringu celem uzyskania dodatkowych środków na realizację zadań programowych.